# Kareung (Batee)
Kareung is een bestuurslaag in het regentschap Pidie van de provincie Atjeh, Indonesië. Kareung telt 1041 inwoners (volkstelling 2010).